# Zacatillo, un lugar en tu corazón
Zacatillo, un lugar en tu corazón es una telenovela mexicana producida por Lucero Suárez para Televisa en 2010. Fue la última historia del escritor Pedro Pablo Quintanilla, quien murió antes de ver concluida su obra. Fue escrita en el año 2000 cuando Quintanilla padecía de cáncer y antes de morir la entregó a la productora Lucero Suárez, pero aún sin terminarla.
Está protagonizada por Ingrid Martz y Jorge Aravena; y con las participaciones antagónicas de Laura Zapata, Carmen Becerra, Haydeé Navarra, Alejandro Ibarra y Miguel Ángel Biaggio.

## Argumento
Karla Abreu, joven cantante y actriz hermosa y talentosa, siente que su carrera se ha estancado y se lo comenta a su representante, Miriam, quien dada su ambición sin límites ha decidido matar a Karla y quedarse con su dinero, y de paso evitar que ella se entere de que le ha estado robando. Un compromiso profesional obliga a Karla a ir a un pequeño poblado llamado Zacatillo. Allí, unos cómplices de Miriam intentan matarla, pero ella se salva del atentado y para ocultarse y evitar ser descubierta se hace llamar por otro nombre, Sara Villegas, haciéndose pasar por una prima lejana de Karla.
Como nadie sospecha nada ni descubren que Karla está viva, los pueblerinos reciben a Sara con gusto. Pero ella se reencuentra Gabriel Zárate, un joven que conoció siendo Karla recién llegada al pueblo. El primer encuentro de ambos fue amor a primera vista, y la historia se repite sólo que Karla ahora es Sara y Gabriel se siente muy confundido ya que se ha enamorado perdidamente de la prima de su amada Karla pero no sospecha que las dos son la misma persona.
Los problemas aumentan cuando Adriana, la eterna enamorada de Gabriel y que ha esperado años para ser correspondida, empieza a intrigar para separar a la pareja. Como si fuera poco, Miriam y su amante Fernando Gálvez comienzan a grabar una película biográfica de Karla en Zacatillo, pero distorsionando toda la realidad ya que caracterizan a la joven artista como una mujer trepadora, frívola y caprichosa.

## Elenco
- Ingrid Martz - Karla Abreu Campos de Zárate / Sara Villegas
- Jorge Aravena - Gabriel Zárate Moreno
- Laura Zapata - Miriam Solorzano de Gálvez
- Carmen Becerra - Adriana Pérez-Cotapo Echevarría
- Alejandro Ibarra - Alejandro Sandoval
- Patricia Navidad - Zorayda Dumont de Zárate
- Arath de la Torre - Carretino Carretas / Gino Capuccino
- Jose Carlos Femat - Alan Landeta
- Miguel Ángel Biaggio - Fernando Gálvez
- Arleth Terán - Hortensia "Tencha" de Carretas
- Héctor Ortega - Abundio Zárate
- Mariana Karr - Rosa Echevarría vda. de Pérez-Cotapo
- María Alicia Delgado - Alicia "Lichita" López y López
- Beatriz Moreno - Josefa "Pepita" López y López de Boturini
- Daniela Torres - Nora
- Gaby Mellado -  Guadalupe "Lupita" Treviño
- Isaura Espinoza - Belarmina
- Raquel Morell - Carmen
- Manuel Benítez - Don Manuel
- Lis Vega - Olga
- Yago Muñoz - Elisandro "Eli" de Jesús Zárate Dumont
- Sheyla - Cleodomira Rivadeneira "La Chata"
- Bibelot Mansur - Gudelia
- Christina Pastor - Sara Villegas Campos
- Emilia Carranza - Martha Moreno Vda. de Zárate
- Sharis Cid - Paulina Torres
- Polly - Chabela
- Mario Sauret - Don Tomás
- Adalberto Parra - Lorenzo Boturini
- Adanely Núñez - Engracia
- Rubén Cerda - Padre Nemesio
- Raquel Pankowsky - Sonia
- Benjamín Rivero - Gustavo Vélez
- Alejandro Nones - Julio
- Juan Peláez - Augusto Cienfuegos
- Begoña Narváez - Marissa
- Jorge Ortín - Porfirio/Zeferino'
- Alicia Fahr - Roxana
- Lorelí - Vanessa
- Priscila Avellaneda - Marcela
- Susy-Lu Peña - Natalia
- Daniela Zavala - Paloma
- Jorge Gallegos - Marlon
- Jesús Briones - Braulio
- Thelma Dorantes - Pancracia
- Alejandra Jurado - Enriqueta
- René Mussi - Camilo
- Lalo Zayas - Mauro
- Ángeles Balvanera - Cora
- Patricia Reyes Spíndola - Fredesvinda Carretas
- Haydeé Navarra - Patricia Soria
- Gloria Sierra - Ximena
- Manuel "Flaco" Ibáñez - Profundo Isimo
- Beatriz Shantal - Rebeca
- María Prado - "La Bruja"
- Rafael Balderrama
- Agustín Arana - Santiago
- Dolores Salomón - Cassandra Martínez[12]
- Rosita Pelayo

## DVD
Fue lanzada en formato DVD en México y Estados Unidos. Se compone de 3 discos y contiene un resumen de la telenovela con duración de más de 11 horas. En el DVD de EE. UU. contiene subtítulos en inglés.

## Premios y nominaciones

### Premios TVyNovelas 2011
| Categoría                  | Persona           | Resultado |
| -------------------------- | ----------------- | --------- |
| Mejor actriz coestelar     | Patricia Navidad  | Nominada  |
| Mejor actor coestelar      | Arath de la Torre | Nominado  |
| Mejor primera actriz       | Laura Zapata      | Nominada  |
| Mejor actriz juvenil       | Gaby Mellado      | Nominada  |
| Mejor revelación masculina | José Carlos Femat | Nominado  |

### Premios Califa de Oro 2010
| Categoría                | Persona              | Resultado |
| ------------------------ | -------------------- | --------- |
| Mejor actuación del año  | Mike Biaggio         | Ganador   |
| Mejor actuación del año  | Beatriz Moreno       | Ganadora  |
| Mejor actuación del año  | Carmen Becerra       | Ganadora  |
| Mejor actuación del año  | Mariana Karr         | Ganadora  |
| Mejor actuación del año  | Héctor Ortega        | Ganador   |
| Mejor actuación del año  | Bibelot Mansur       | Ganadora  |
| Mejor actuación del año  | María Alicia Delgado | Ganadora  |
| Mejor actuación del año  | Patricia Navidad     | Ganadora  |
| Mejor actuación del año  | Arleth Terán         | Ganadora  |
| Mejor telenovela del año | Lucero Suárez        | Ganadora. |

### TV Adicto Golden Awards
| Año  | Categoría                           | Nominados         | Resultado |
| ---- | ----------------------------------- | ----------------- | --------- |
| 2010 | Mejor actor en un papel secundario  | Arath de la Torre | Ganador   |
| 2010 | Mejor actriz en un papel secundario | Patricia Navidad  | Ganadora  |